# Кведер, Душан

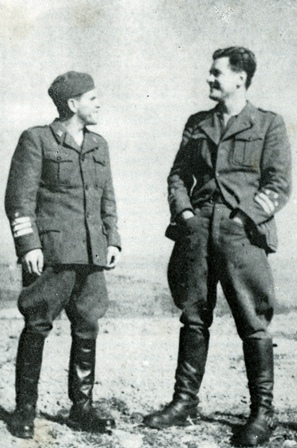
Франц Розман и Душан Кведер

Душан Кведер (словен. Dušan Kveder, серб. Душан Кведер; 9 апреля 1915, Шентюр — 12 марта 1966, Белград) — югославский словенский военачальник, участник Народно-освободительной войны Югославии, Народный герой Югославии. После войны занимал должности послов Югославии в Германии, Эфиопии, Индии и Великобритании.

## Биография

### Довоенные годы
Родился 9 апреля 1915 в Шентюре. Отец по профессии — учитель. Учился в Птуйской гимназии, в возрасте 16 лет стал интересоваться политикой. За контакты с молодёжными революционными организациями был отчислен на год из школы, однако в 1933 году окончил её. Поступил на технический факультет (кафедра химии) в Загребе, в том же году был принят в Коммунистическую партию Югославии. Основал на кафедре партийную ячейку, однако был раскрыт, отчислен и осуждён на полгода тюрьмы. Вернулся после освобождения в Птуй и продолжил работу в местном отделении КПЮ.
Осенью 1934 года Душан поступил на юридический факультет в Люблянском университете, однако из-за болезни забрал документы и вернулся в Птуй. С осени 1935 по лето 1936 годов работал в Словенском краинском комитете Союза коммунистической молодёжи Югославии. Был редактором журнала «Млади путеви» с 8 ноября 1935 по 23 июня 1936 до запрета журнала. Спасаясь от преследования, бежал во Францию.

### Гражданская война в Испании
В Париже Кведер собрал добровольцев в Интернациональные бригады, заняв должность в югославской комиссии по эмиграции при Французской коммунистической партии. Редактировал с сентября 1936 по август 1937 годов журнал «Глас исељеника», в августе 1937 года в составе югославской группы добровольцев отправился в Испанию на фронты Гражданской войны. Дослужился до звания капитана в 129-й интернациональной бригаде. С февраля 1939 по май 1941 годы был узником концлагеря, сбежал оттуда только в июле 1941 года.

### Народно-освободительная война Югославии
По возвращении домой Кведер установил связь с ЦК Компартии Словении, в августе 1941 года в Нижней Штирии возглавил Брежицкую партизанскую роту; после её разгрома он перебрался в Доленьско, где стал политруком 2-го Штирийского батальона (занимал должность с 14 декабря 1941 по 4 апреля 1942). Позднее батальон расширился до 2-й группы отрядов, а вскоре группа переросла в 4-ю оперативную зону. С 26 декабря 1942 по май 1943 Кведер был политруком группы, вернувшись в Доленьско чуть позже и став инструктором при ЦК КПС и Главном штабе НОАЮ в Словении. В августе 1943 года Душан стал начальником оперативного отдела Главного штаба НОАЮ в Словении, 17 октября 1943 стал политруком 3-й Альпийской оперативной зоны. 22 декабря его назначили уже командиром 9-го словенского корпуса. В конце 1943 года и вплоть до завершения войны Кведер стал работать начальником Главного штаба НОАЮ в Словении.

### После войны
После войны Кведер с 1946 по 1948 годы учился в Высшей военной академии имени К. Е. Ворошилова, занимал должность помощника командира Военной академии Белграда. Стал первым редактором «Военной энциклопедии» и главным редактором газеты «Военное дело» (серб. Војно дело). Демобилизовался в 1955 году в звании генерал-полковника.
В 1955 году назначен послом Югославии в Эфиопии. Позднее занимал должности послов в ФРГ (1956—1957), Индии (1958—1962), Великобритании (1965—1966). С 1962 по 1965 годы был помощником Министра иностранных дел. При жизни был награждён рядом орденов и медалей, в том числе Орденом Народного героя (от 15 июля 1952) и Орденом Креста Грюнвальда I степени.
Скончался 12 марта 1966 в Белграде. Похоронен в Любляне на Кладбище народных героев.